# Acalolepta riouensis
Acalolepta riouensis là một loài bọ cánh cứng trong họ Cerambycidae.